# Кретьен, Саймон
Саймон Кретьен (англ. Simon Chrétien; род. 14 февраля 1999, Дублин) — новозеландский футболист, полузащитник шведского «Лулео».

## Клубная карьера
Начинал заниматься футболом в клубе «Кентербери Юнайтед». В 2016 году был признан лучшим молодым игроком клуба. В 2017 году отправился в США, где присоединился к команде «Куинси Юниверсити Хоукс», за которую за два сезона провёл 28 матчей. В 2019 году перешёл в команду «Ист Теннесси Стейт Юниверсити Бакканирс». Затем вернулся в Новую Зеландию, где выступал за молодёжную команду «Кентербери Юнайтед». 9 января 2021 года впервые сыграл за главную команду клуба, дебютировав в её составе в чемпионате Новой Зеландии в матче против второй команды «Веллингтон Феникс», появившись на поле в середине второго тайма. Летом 2021 года снова отправился в США, став игроком «Сейнт-Джозеф Юниверсити Хоукс». В следующем году присоединился к новозеландскому «Уаитакере Юнайтед».
В январе 2024 года проходил просмотр в шведском «Лулео», с которым в конце месяца подписал полноценный контракт. Первую игру за клуб провёл 19 февраля в матче группового этапа кубка Швеции с «Варбергом».

## Карьера в сборной
В 2014 году тренировался с юношеской сборной Новой Зеландии.